# Zoltán Kodály

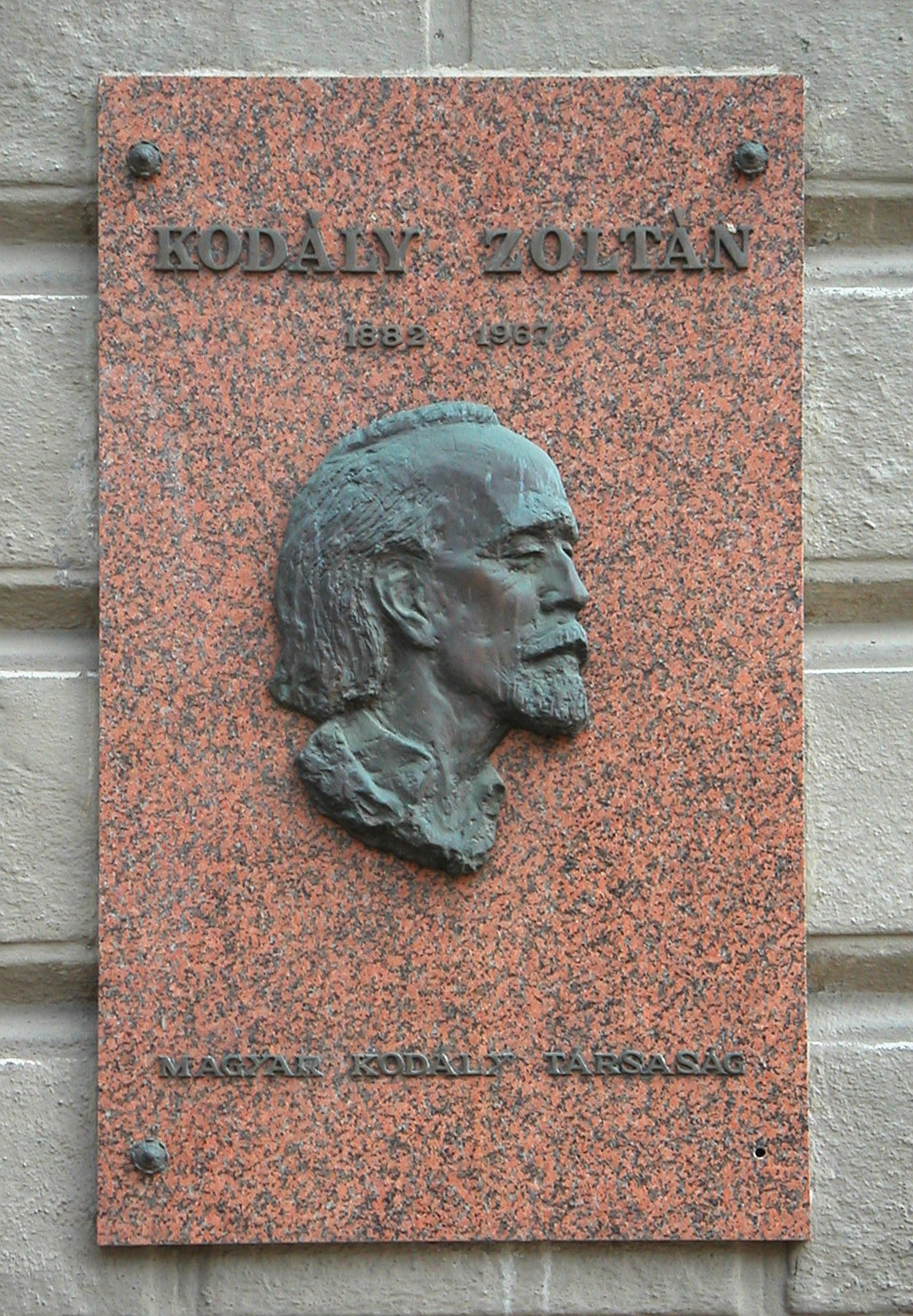
Placa de homenagem a Kodály na Andrássy-Ut, em Budapeste (em húngaro o nome vem antes do apelido: Kodály Zoltán)

Zoltán Kodály (em húngaro Kodály Zoltán, AFI: [ˈkodaːj ˈzoltaːn]; Kecskemét, 16 de dezembro de 1882 - Budapeste, 6 de março de 1967) foi um compositor, etnomusicólogo, educador e pedagogista, linguista e filósofo da Hungria.
Kodály foi um dos mais destacados músicos húngaros de todos os tempos. O seu estilo musical atravessou, num estágio inicial, uma fase pós-romântica vienense e evoluiu para um período de mistura de folclore e complexas harmonias, num estilo partilhado com Béla Bartók. Estudou em Galánta, cidade a que dedicou as suas conhecidas Danças, e em Nagyszombat. Depois, em Budapeste, foi aluno na Academia de Música Franz Liszt, onde estudou com Hans von Koessler. Em 1906, depois de terminado o curso de letras, fez uma viagem de estudo a Berlim. Começou nesse ano a investigar sobre o folclore húngaro, tarefa essa que contaria com o apoio posterior de Bartók.

## Biografia
Kodály compôs durante toda a sua vida. Chegou a recolher mais de 100 000 canções, peças, trechos e melodias populares húngaras, as quais aplicava nas suas composições com singular perfeição técnica. Em 1907 passa a leccionar na Academia Ferenc Liszt, onde dá aulas de composição. Dessa época são as suas produções de dois quartetos de cordas (op.2, 1909 e op.10, 1917 respectivamente), uma sonata para violoncelo e piano (op.4, 1910) uma sonata para violoncelo (op. 8, 1915), e um duo para violino e violoncelo (op.7, 1914). Todos estes trabalhos são de grande originalidade de forma e conteúdo, misturas de grande interesse da mestria ocidental da tradição da composição clássica, romântica, impressionista e modernista com o profundo conhecimento e respeito pelas tradições folclóricas húngaras, eslovacas, búlgaras, albanesas e de outros países do leste europeu. 
Devido à Primeira Guerra Mundial e às consequentes mudanças geopolíticas na região, e também devido a uma certa timidez pessoal, só em 1923, com a obra Psalmus Hungaricus estreado no concerto de celebração do 50º aniversário da união de Buda e Pest, Kodály atinge uma consagração definitiva e fama mundial. Pouco antes (1919) tinha sido nomeado Subdirector da Academia Húngara de Música, ao que mais tarde juntou outros títulos e nomeações: 
- Membro da Academia Húngara de Ciências (1945)
- Presidente da Comissão de Musicologia (1951)
- Presidente do International Folk Music Council (1951)
- Doutor Honoris Causa pela Universidade de Oxford (1960)
- Doutor Honoris Causa pela Universidade de Berlim (1964)
- Doutor Honoris Causa pela Universidade de Toronto (1966)
- Membro Honorário da Academia das Artes e das Ciências dos E.U.A. (1963)
- Presidente honorário da International Society for Music Education

Enquanto pedagogo, o seu nome é associado método Kodály, que revolucionou o sistema de aprendizagem musical até então em vigor, e que é na actualidade muito aplicado em escolas de música. No entanto, não foi o autor isolado dos princípios directores do método: a sua filosofia da educação serviu de inspiração aos seus discípulos que colectivamente compilaram e desenvolveram o método ao longo dos anos.
Permaneceu em Budapeste durante a Segunda Guerra Mundial, algo que os húngaros sempre viram como sinal de amor patriótico. Faleceu como herói nacional, respeitado na Hungria e internacionalmente.

## Obras selecionadas

###### Trabalhos de palco
- Háry János, Op. 15 (1926)
- Székelyfonó (1924–1932)

#### Orquestral
- Idyll (1906, revisado em 1929)
- Háry János Suite (1926)
- Dances of Marosszék (1929; orquestração do conjunto de piano de 1927)
- Abertura de Teatro (1931) (originalmente destinada a Háry János)
- Dances of Galánta (1933)
- Variações de uma canção folclórica húngara (Fölszállott a páva, or The Peacock Roared, 1939)
- Concerto para Orquestra (1940)
- Symphony in memoriam Toscanini (1961)

#### Câmara ou instrumental
- Adágio para Violino (ou Viola ou Violoncelo) e Piano (1905)
- Intermezzo para Trio de Cordas (1905)
- Sete Peças para Piano, Op. 11 (1918)
- Quarteto de cordas nº 1 em dó menor, op. 2 (1909)
- Violoncelo Sonata, Op. 4 (1910)
- Duo para violino e violoncelo, Op. 7 (1914)
- Sonata para Violoncelo Solo , Op. 8 (1915)
- Quarteto de Cordas No. 2, Op. 10 (1916-1918)
- Szerenád (Serenata) para 2 Violinos e Viola, Op. 12 (1920)
- Marosszéki táncok (Danças de Marosszék, piano, 1927)
- Organ Prelude Pange lingua (1931)
- Organoeida ad missam lectam ( Csendes mise , 1944)
- Epigrama (1954)

#### Coral
- Este (Evening) (1904)
- Psalmus Hungaricus, Op. 13 (1923)
- Mátrai képek (Mátra Pictures) (1931)
- Jézus és a kufárok (Jesus and the Traders)(1934)
- Ének Szent István királyhoz (Hymn to St Stephen) (1938)
- Te Deum for Buda Castle (1936)
- Te Deum of Sándor Sík a (1961)
- Missa brevis for choir and Organ (1942, 1948)
- Laudes organi for choir and Organ (1966)
- Adventi ének (Veni, veni, Emmanuel)

###### Órgão
- Introitus - Kyrie
- Gloria
- Credo
- Sanctus
- Benedictus
- Agnus Dei
- Ite missa est
- 114. Genfi zsoltár
- Pangue lingua
- Laudes Organi